# Оггі повертається
«Оггі повертається» (фр. Oggy et les Cafards, le film, англ. Oggy and the Cockroaches: The Movie) — французький анімаційний антологічний комедійний фільм 2013 року, режисер і сценарист Олів'є Жан-Марі, прем'єра якого відбулася в Франції на 7 серпня 2013 року, до 20-7 травня. Фільм знятий за мотивами серіалу «Оггі та кукарачі», створений Жан-Івес Реймбодом.
Фільм обертається навколо Оггі, світло-блакитного кота, який мріє про ідеальне існування, але йому доводиться мати справу з трьома проблемними тарганами, які роблять його життя жахливим протягом чотирьох часових ліній, складені з самодостатніх історій у хронологічному порядку. У цих історіях також є Джек, Боб і Олівія. Основою фільму також стала тема з п'ятого сезону з «Оггі та кукарачі», які також відбувалися в різних країнах, як Стародавній Єгипет і Китай, протягом трьох, окремо відокремлені епізоди.

## Сюжет
У початковому тексті, що невиразно стверджує про «надзвичайно довгий час тому», синя амеба утворюється в морі таємничої, нерозвиненої планети. Над зовнішнім виглядом цієї амеби глузують три інші амеби: фіолетова, помаранчева та зелена. Зневірена синя амеба женеться за набридливою трійцею. Ці амеби потім повільно еволюціонують у світло-блакитного кота на ім'я Оггі та тріо тарганів, Ді Ді, Джої та Маркі відповідно, після чого Оггі доводиться переслідувати їх на безлюдному острові.
Близько 120 тисяч років тому коти еволюціонували в неандертальців і жили в селищах. Оггі та його кузен Джек повинні здобути вогонь для вождя племені, після того як Оггі випадково задув вогонь, намагаючись спіймати тарганів. Однак виявляється, що Оггі не подобається ця ідея, оскільки він боїться вогню через поганий дитячий спогад. Проте їх змушують підкоритися. Оггі та Джек йдуть до вулкана, а таргани створюють їм проблеми. Після сходження на вулкан Оггі спускається всередину вулкана і виявляє, що всередині буяє рослинність. Оггі непритомніє, а потім його захоплює група гієн. Гієни відводять Оггі до свого ватажка Боба, бульдога, який вирішує його з'їсти. Але Оггі рятує Олівія, біла кішка, яка його виходжує. Оггі зближується з Олівією, а Джек спускається і зустрічає її. Таргани приводять Боба та його групу до трійці, і Джек з Олівією потрапляють у полон. Оггі робить смолоскип і рятує їх обох, а трійці вдається втекти від Боба. Прибувши до села, вони віддають вогонь вождю, і день врятовано.
У середньовічній історії «Принц Оггі II» Оггі та Джек разом намагаються успішно виконати квести від батька Оггі, шляхетної особи та короля, який також переміг ненависного короля тарганів. Двоє також знаходять лісову мешканку Олівію, яка мала бути призначена принцесою, але пізніше її викрадають і тримають у полоні в замку таргани.
У «Неймовірному Джеку Холмсі та Оггі Ватсоні», заснованому на оповіданні «Шерлок Холмс», Ді Ді та Маркі, які працюють на Джої, крадуть ключ Олівії від Біг-Бена. Таким чином, вона просить детектива Джека Холмса про допомогу, а Оггі допомагає їм у їхній пригоді, наскільки може. Оскільки рік у Лондоні добігає кінця, починаються витівки.
У CGI-історії «Оггі-Ван Кеноггі», пародії на фільм «Зоряні війни: Нова надія», Оггі-Ван Кеноггі (за допомогою Джека) долає сам космос, щоб захопити корабель. Маючи завдання зупинити Боба Вейдера від спроби знищити світ, він готується зі своїм світловим мечем. Однак у Боба є інша ідея — він висилає свої війська, трьох тарганів. Усе пішло не так, як вони могли б очікувати: Оггі та таргани ледь не впали в гармату. Боб намагається їх знищити, проте Джої робить йому сумне обличчя, нагадуючи їм обом про їхнє спільне життя в дитинстві. Але Боб на це не піддається, а натомість вмикає лазер. Він намагається знищити безіменну зелену планету, але Джек його зупиняє. Після того як четверта часова лінія закінчується великим вибухом, Боб плаче від розчарування при вигляді свого тепер зруйнованого корабля, а синій кіт і троє комах (з відірваними кінцівками) падають у безмежний океан. Коли стиль анімації повертається до 2D-анімації, кінцівки кота падають в океан і повільно перетворюються на синю амебу. Над амебою знову глузують три інші амеби. І ще раз, чотири амеби еволюціонують в Оггі та кукарачів, і перший знову женеться за останньою трійцею на безлюдному острові. Однак після титрів інцидент за кадром, від якого Оггі завиває, змушує тарганів сміятися.

## Персонажі
Деякі голоси персонажів із епізодів четвертого сезону («З Мумбаї з любов'ю», та «Весілля Оггі») були надані з аудіозапису Хьюг Ле Бар, який написав композицію для оригінального серіалу. Кожна часова шкала призначає їм різну роль. Один із цих персонажів, Олівія, з'являється лише в трьох часових шкалах.

### Головні
- Оггі (Oggy) — головний герой з сегментів фільму. Він легкосердечний, і його легко дратують таргани.
- Кукарачі — головні антагоністи з перших трьох сегментів, крім «Оггі-Ван Кеноггі»:
  - Ді-Ді (Dee Dee) — наймолодший тарган з темно-синім тілом, помаранчевою головою і зеленими очима. Він ненажера, більше зосереджений на диявольських планах.
  - Джої (Joey) — лідер, хто нічого не планує тільки в «Оггі-Ван Кеноггі». Найменший тарган з фіолетово-рожевим тілом, рожевим правим оком, жовтим лівим оком і лавандовою головою. Хоча він найнижчий тарган у групі, він найрозумніший, завжди будучи мозком їхніх планів.
  - Маркі (Marky) — переважно асистує Джої. Він найвищий тарган зі срібним тілом, зеленою головою та рожевими очима.

### Другорядні
- Джек (Jack) — двоюрідний брат Оггі, кіт з оливково-зеленим тілом, жовтими очима, червоним носом, блідо-рожевим животом, і білими лапами, який часто допомагає йому протягом усієї пригоди. На відміну від Оггі, він більш запальний, жорстокий та зарозумілий ніж він.
- Боб (Bob) — другорядний антагоніст в «Оггі Магнон», «Принц Оггі II», другорядний персонаж в «Джек Холмс» та головний антагоніст в «Оггі-Ван Кеноггі».
- Олівія (Olivia) — добросердечна кішка, який є помічником головного героя в «Оггі Магнон», «Принц Оггі II», та «Джек Холмс».

## Саундтрек
Саундтрек до фільму був випущений на 5 серпня 2013 року, композитор Вінсент Арто, який є композитором на інших назв мультсеріалів Xilam, як «Хрюсик і Мухася» та «Зіг і Шарко» з другого по четвертий сезони. Паризький симфонічний оркестр допоміг втілити музику в життя, з початковою темою з Хьюг Ле Бар, переаранжованою і розширеною Арто.
| 2013: Oggy et les Cafards : le film (Sony Music Entertainment) | 2013: Oggy et les Cafards : le film (Sony Music Entertainment) | 2013: Oggy et les Cafards : le film (Sony Music Entertainment) |
| #                                                              | Назва                                                          | Тривалість                                                     |
| -------------------------------------------------------------- | -------------------------------------------------------------- | -------------------------------------------------------------- |
| 1.                                                             | «Générique»                                                    | 0:51                                                           |
| 2.                                                             | «La Vie au Village»                                            | 1:50                                                           |
| 3.                                                             | «Poursuite Néolithique»                                        | 0:19                                                           |
| 4.                                                             | «Voyage de Cro-Magnon»                                         | 2:19                                                           |
| 5.                                                             | «Le Voyage de Jack»                                            | 2:48                                                           |
| 6.                                                             | «Les Pirhanas»                                                 | 1:20                                                           |
| 7.                                                             | «Les Méchants Chiens»                                          | 1:25                                                           |
| 8.                                                             | «Oggy et Olivia»                                               | 2:17                                                           |
| 9.                                                             | «Oggy Passe à l'Action»                                        | 2:19                                                           |
| 10.                                                            | «La Danse des Chiens»                                          | 3:25                                                           |
| 11.                                                            | «Oggy et Jack Vont à la Chasse»                                | 1:58                                                           |
| 12.                                                            | «La Statue Du Roi»                                             | 0:57                                                           |
| 13.                                                            | «Le Défilé»                                                    | 1:15                                                           |
| 14.                                                            | «La Romance d'Oggy»                                            | 1:54                                                           |
| 15.                                                            | «Les Cafards Montent un Plan»                                  | 1:10                                                           |
| 16.                                                            | «Oggy et Jack Galopent»                                        | 1:17                                                           |
| 17.                                                            | «L'Évasion»                                                    | 0:36                                                           |
| 18.                                                            | «Thème d'Olivia»                                               | 1:12                                                           |
| 19.                                                            | «31 Décembre 1899»                                             | 1:16                                                           |
| 20.                                                            | «Chez Sherlock»                                                | 1:04                                                           |
| 21.                                                            | «Les Cafards Volent la Clé puis la Bombe»                      | 1:45                                                           |
| 22.                                                            | «Enquête dans la Boutique»                                     | 1:14                                                           |
| 23.                                                            | «Carnaby Street»                                               | 1:14                                                           |
| 24.                                                            | «L'Hélicoptère»                                                | 1:22                                                           |
| 25.                                                            | «Poursuite Aérienne»                                           | 2:24                                                           |
| 26.                                                            | «Big Ben»                                                      | 1:22                                                           |
| 27.                                                            | «La Fête de Fin d'Année»                                       | 1:42                                                           |
| 28.                                                            | «Oggy-Wan»                                                     | 2:30                                                           |

## Реліз
Фільм вийшов в Франції 7 серпня 2013 року, в Україні — 14 листопада того ж року.
«Оггі повертається» був випущений на DVD та Blu-ray 7 грудня 2013 року. Фільм був офіційно випущений на YouTube для безкоштовного перегляду 11 листопада 2019 року.

## Українське озвучення
Українською мовою озвучено студією «Так Треба Продакшн» на замовлення «Воля Cine+». Текст назви фільму, титрів та написів читав Володимир Терещук.